# Ciechocinek
Ciechocinek é um município da Polônia, na voivodia da Cujávia-Pomerânia e no condado de Aleksandrów. Estende-se por uma área de 15,26 km², com 10 567 habitantes, segundo os censos de 2017, com uma densidade de 692,0 hab/km².